# Кулама
Кулама (ест. Kullamaa) малено је село на западу Естоније. Налази се у источном делу округа Ланема и административни је центар истоимене општине Кулама.
Према подацима са пописа становништва 2011. у селу је живело 283 становника.
Први професионални естонски композитор Рудолф Тобијас (1873–1918) живео је у овом селу у периоду 1885−1889. у време када је његов отац имао дужност сеоског пароха у Кулами.